# Canciones del corazón
Canciones del Corazón es el cuarto álbum de la banda de rock uruguaya El Cuarteto de Nos. Fue lanzado en casete por el sello Orfeo en el año 1991. Con este álbum la banda ganó popularidad en su país y contiene sus primeros clásicos como Canción de amor, Corazón maricón y Al cielo no. El álbum fue presentado en el teatro El Tinglado.
En el álbum no está acreditado Andrés Bedó, debido a que se había ido a España durante las grabaciones del mismo.

## Contexto
El disco fue editado por Orfeo en 1991, y fue uno de los más importantes de su carrera hasta el momento, puesto a que contiene algunos de sus mayores éxitos hasta el día de la fecha como «Siempre que escucho al Cuarteto», «Corazón maricón» y «Al cielo no». El sonido es mucho más diverso y experimental que en sus anteriores trabajos (por ejemplo experimentan con ritmos como la cumbia), así como algunas letras, como la de «La familia Berrantes» o «Tabaré, That's Right», empiezan a tomar un nuevo rumbo que terminaría de germinar en su siguiente disco.

## Listado de temas
| Lado A |                                   |                  |          |  |
| N.º    | Título                            | Escritor(es)     | Duración |  |
| 1.     | «Bienvenida a Kalbunga y Tobogán» | Ricardo Musso    | 2:46     |  |
| 2.     | «Siempre que escucho al Cuarteto» | Santiago Tavella | 4:15     |  |
| 3.     | «Canción de amor»                 | Roberto Musso    | 3:03     |  |
| 4.     | «La Bombi»                        | Santiago Tavella | 3:47     |  |
| 5.     | «Al cielo no»                     | Roberto Musso    | 4:33     |  |

| Lado B |                        |                  |          |  |
| N.º    | Título                 | Escritor(es)     | Duración |  |
| 1.     | «Corazón maricón»      | Santiago Tavella | 4:07     |  |
| 2.     | «Tabaré, That's Right» | Roberto Musso    | 4:43     |  |
| 3.     | «Procuro olvidarte»    | Santiago Tavella | 4:11     |  |
| 4.     | «La familia Berrantes» | Roberto Musso    | 3:09     |  |
| 5.     | «Mabel»                | Ricardo Musso    | 4:25     |  |
| 39:03  |                        |                  |          |  |

## Personal
- Roberto Musso: voz y segunda guitarra.
- Ricardo "Riki" Musso: guitarra principal, voz, teclados en "La familia Berrantes" y "Siempre que escucho al Cuarteto" y todos los instrumentos en "Bienvenida a Kalibunga y Tobogán".
- Santiago Tavella: bajo, voz y teclados en "La familia Berrantes".
- Álvaro "Alvin" Pintos: batería, percusion y coros.
- Leo Maslíah: teclados en "Siempre que escucho al Cuarteto", "Canción de amor", "La Bombi" y "Al cielo no".
- Javier Silvera: imitación de Tabaré Etcheverry en "Tabaré, That's Right".

- Datos: Q5747159